# Lista de deputados estaduais de Minas Gerais da 16.ª legislatura
Esta é uma lista de deputados estaduais de Minas Gerais eleitos para a 16ª legislatura. São relacionados o nome civil dos parlamentares que assumiram o cargo em 1 de fevereiro de 2007, cujo mandato expirou em 1 de fevereiro de 2011. 

## Composição das bancadas
| Partido | Líder                  | Bancada | Posição      |
| ------- | ---------------------- | ------- | ------------ |
| PSDB    | Marcus Pestana         | 15 / 77 | Governo      |
| PT      | Maria Tereza Lara      | 10 / 77 | Oposição     |
| PMDB    | Adalclever Lopes       | 8 / 77  | Oposição     |
| PV      | Rômulo Veneroso        | 7 / 77  | Governo      |
| PDT     | Zezé Perrella          | 6 / 77  | Oposição     |
| PTB     | Dilzon Melo            | 6 / 77  | Governo      |
| DEM     | Elmiro Nascimento      | 6 / 77  | Governo      |
| PP      | Dimas Fabiano          | 4 / 77  | Governo      |
| PPS     | Gláucia Brandão        | 4 / 77  | Governo      |
| PSC     | Antonio Carlos Arantes | 3 / 77  | Governo      |
| PSB     | Chico Uejo             | 2 / 77  | Governo      |
| PMN     | Walter Tosta           | 2 / 77  | Governo      |
| PCdoB   | Carlin Moura           | 1 / 77  | Oposição     |
| PR      | Deiró Marra            | 1 / 77  | Governo      |
| PSL     | Doutor Rinaldo         | 1 / 77  | Independente |
| PRB     | Gilberto Abramo        | 1 / 77  | Oposição     |

## Relação
| Nome                    | Partido | Observações                                                                                           |
| ----------------------- | ------- | --- |
| Adalclever Lopes        | PMDB    | |
| Adelmo Carneiro Leão    | PT      | ocupou vaga aberta pelo afastamento de Elisa Costa                                                    |
| Ademir Lucas            | PSDB    | |
| Agostinho Patrus Fiho   | PV      | |
| Alberto Pinto Coelho    | PP      | |
| Alencar Silveira Júnior | PDT     | |
| Almir Paraca            | PT      | |
| Ana Maria de Resende    | PSDB    | |
| André Quintão           | PT      | |
| Antonio Carlos Arantes  | PSC     | eleito pelo PFL                                                                                       |
| Antônio Genaro          | PSC     | |
| Antônio Júlio           | PMDB    | |
| Arlen Santiago          | PTB     | |
| Braulio Braz            | PTB     | |
| Carlin Moura            | PC do B | |
| Carlos Gomes            | PT      | |
| Carlos Mosconi          | PSDB    | |
| Carlos Pimenta          | PDT     | |
| Cecília Ferramenta      | PT      | |
| Célio Moreira           | PSDB    | |
| Chico Uejo              | PSB     | |
| Dalmo Ribeiro Silva     | PSDB    | |
| Deiró Marra             | PR      | eleito pelo PSB                                                                                       |
| Délio Malheiros         | PV      | |
| Delvito Alves           | PTB     | eleito pelo PFL                                                                                       |
| Dilzon Melo             | PTB     | |
| Dimas Fabiano           | PP      | |
| Dinis Pinheiro          | PSDB    | |
| Djalma Diniz            | PPS     | |
| Domingos Savio          | PSDB    | |
| Doutor Rinaldo          | PSL     | |
| Doutor Ronaldo          | PDT     | |
| Doutor Viana            | DEM     | |
| Duarte Bechir           | PMN     | ocupou vaga aberta pelo afastamento de Maria Lúcia Mendonça                                           |
| Durval Ângelo           | PT      | |
| Elmiro Nascimento       | DEM     | |
| Eros Biondini           | PTB     | |
| Fábio Avelar            | PSC     | |
| Fahim Sawan             | PSDB    | |
| Getúlio Neiva           | PMDB    | |
| Gil Pereira             | PP      | |
| Gilberto Abramo         | PRB     | |
| Gláucia Brandão         | PPS     | |
| Gustavo Corrêa          | DEM     | |
| Gustavo Valadares       | DEM     | |
| Hely Tarqüínio          | PV      | |
| Inácio Franco           | PV      | |
| Irani Barbosa           | PMDB    | ocupou vaga aberta pelo afastamento de Elbe Brandão eleito pelo PSDB                                  |
| Ivair Nogueira          | PMDB    | |
| Jayro Lessa             | DEM     | |
| João Leite              | PSDB    | |
| José Henrique           | PMDB    | |
| Juninho Araújo          | PTB     | eleito pelo PSB                                                                                       |
| Lafayette de Andrada    | PSDB    | |
| Leonardo Moreira        | PSDB    | eleito pelo PFL                                                                                       |
| Luiz Humberto Carneiro  | PSDB    | |
| Marcus Pestana          | PSDB    | |
| Maria Tereza Lara       | PT      | ocupou vaga aberta pelo afastamento de Luiz Tadeu Leite                                               |
| Mauri Torres            | PSDB    | |
| Neider Moreira          | PPS     | |
| Padre João              | PT      | |
| Paulo Guedes            | PT      | |
| Pinduca Ferreira        | PP      | |
| Rômulo Veneroso         | PV      | |
| Rosangela Reis          | PV      | |
| Ruy Muniz               | DEM     | |
| Sargento Rodrigues      | PDT     | |
| Sávio Souza Cruz        | PMDB    | |
| Sebastião Costa         | PPS     | |
| Tenente Lúcio           | PDT     | |
| Tiago Ulisses           | PV      | |
| Vanderlei Miranda       | PMDB    | |
| Walter Tosta            | PMN     | |
| Wander Borges           | PSB     | |
| Weliton Prado           | PT      | |
| Zé Maia                 | PSDB    | |
| Zezé Perrella           | PDT     | |
| Elbe Brandão            | PSDB    | afastada                                                                                              |
| Elisa Costa             | PT      | renunciou                                                                                             |
| Luiz Tadeu Leite        | PMDB    | renunciou                                                                                             |
| Paulo César             | PDT     | renunciou                                                                                             |
| Roberto Carvalho        | PT      | renunciou                                                                                             |
| Sebastião Helvécio      | PDT     | renunciou                                                                                             |
| Maria Lúcia Mendonça    | DEM     | perdeu o mandato                                                                                      |
| Juarez Távora           | PV      | exerceu mandato ocupando vaga aberta pelo afastamento de Agostinho Patrus Filho                       |
| Rêmolo Aloise           | PSDB    | exerceu mandato ocupando vaga aberta pelo afastamento de Elbe Brandão                                 |
| Ronaldo Lage Magalhães  | PV      | exerceu mandato ocupando vaga aberta pelo afastamento de Dilzon Melo                                  |
| Vanderlei Jangrossi     | PP      | exerceu mandato ocupando vaga aberta pelo afastamento de Fahim Sawan, Gustavo Corrêa e Marcus Pestana |